# Клаус (филм)
Клаус е англоезична, но испанско-анимирана комедийна драма от 2019 г. написана и режисирана от Серхио Паблос, продуцирана от компанията му Серхио Паблос Анимейшън Студиос и разпространена от Netflix. Зак Люис и Джим Махони са съсценаристи, а филмът е озвучен от Джейсън Шварцман, Дж. К. Симънс, Рашида Джоунс, Уил Сасо, Неда Маргрет Лаба, Серхио Паблос, Норм Макдоналд и Джоан Кюсак. Служейки като алтернативна история за произхода на Дядо Коледа, различен от историческата версия за Свети Николай от Мира и с измислена обстановка от 19 век, сюжетът се върти около един пощальон, който се установява в островен град в Далечния Север, и който се сприятелява с майстора на играчки (Клаус).
Клаус излиза на 8 ноември 2019 г. и получава положителни отзиви за анимация, сюжет и вокални изпълнения. Печели 7 награди Ани, включително за най-добър анимационен филм, на 47-те награди Ани. Също така печели и награда за най-добър анимационен филм на 73-тите награди на британска филмова академия. Филмът е номиниран за 92-рите награди Оскар за най-добър анимационен игрален филм, което го прави първия анимационен филм от Netflix, номиниран за Оскар, заедно с I Lost My Body, който губи от Играта на играчките: Пътешествието.

## Сюжет
Джаспър Йохансон (Джейсън Шварцман), с чийто разказ започва историята, е егоистичният, мързелив и разглезен син на много богат Министър на Пощите, който прави поредния опит да превъзпита Джаспър, като го записва в неговата академия за обучение на пощальони. Джаспър умишлено се представя зле, принуждавайки най-накрая баща си да го изпрати в далечния Северен островен град Смийренсбург със задачата да достави шест хиляди писма в рамките на една година. Ако Джаспър не успее, тогава той ще бъде изгонен от семейното имение. Пристигайки в града, Джаспър се среща с лодкаря Могенс (Норм Макдоналд) и учителката-превърнала-се-в-продавач-на-риба Алва (Рашида Джоунс), които му обясняват сутиацията в града: непрекъсната вражда между две семейства – кланът Елингбо и кланът Крум, които съставят почти цялото население и почти не обменят и дума, камо ли писма.
Отчаяно опитвайки се да намери начин да доставя писма от града, Джеспър забелязва на картата в кабинета си, че в далечния край на острова има отдалечена къща. Разследвайки, той открива един самотен дърводелец на име Клаус (Дж. К. Симънс) живеещ в къща, пълна с ръчно изработени играчки. Ужасен от внушителния външен вид на мъжа, Джаспър бяга, като по невнимание оставя след себе си тъжна рисунка, която открива по-рано, дело на едно от децата от Смийренсбург. Клаус принуждава Джаспър да го заведе до къщата на момчето, изобразена на рисунката, а след това кара Йеспер тайно да му остави вътре една играчка.
Слухът за случилото се се разпространява и сред другите деца, които на следващия ден отиват при Джаспър, като всеки вярва, че ако изпрати писмо ще получи играчка. Джаспър се възползва от идеята и отива при Клаус с предложението да дари играчките от къщата си; Клаус се съгласява, при условие че те ги доставят през нощта и че Джаспър ще продължава тайно да доставя играчките. Скоро все повече деца започват да пишат писма до Клаус. Една нощ обаче Йеспър оставя въглища в чорапа на дете, което по-рано го обижда. След като се сблъсква със същото дете, Джаспър, опитвайки се да го сплаши, казва на децата, че Клаус дава играчки само на добри деца и винаги знае кога някое дете не слуша, като си записва незаслужите в списъка с „лоши деца“. Добрините, които децата впоследствие извършват, постепенно вдъхновяват останалите жители на града да прекратят древните си спорове, а Алва започва да използва по-голямата част от своите спестявания (които преди това е планирала да използва, за да напусне Смееренсбург), за да отвори отново училището, и така да помогне на децата да се научат да четат и пишат, за да могат да изпращат писма.
Впоследствие играчките на Джаспър и Клаус започват да свършват. С края на годината и настъпва срокът на Йеспер, той се опитва да убеди Клаус да направи още играчки навреме за Коледа. Първоначално Клаус отказва и той отблъсква Джеспер след недоразумение. След това дуетът се помири, като работи заедно на шейна за малко момиче на Сами на име Маргу, което живее в изолирано селище с хората си и преди това се е срещало с Йеспер, докато се опитваше да предаде писмо. След това Клаус най-накрая разказва на Джеспър за съпругата си Лидия и обяснява, че е направил играчките, за да даде на бъдещите деца, които двойката се надявала да има, но никога не е имала, а Лидия в крайна сметка починала от болест. Клаус разбра, че работата им разпространява радост сред децата и се съгласява на коледния план, като Маргу и останалите хора от нейното населено място пристигат да им помогнат. Докато градът и връзката му с Алва процъфтява, Йеспър, въпреки всичко, което го е накарало да го намрази, се оказва, че се бори с престоя си в Смееренсбург.
Междувременно, семейните старейшини Аксел Елингбо (Уил Сасо) и Тами Крум (Джоан Кюсак) сключват временно примирие, за да спрат Джаспър и Клаус, и за да могат да възобновят традиционната си семейна вражда. Те подмамват бащата на Джаспър да повярва, че първият е доставил четиринадесет хиляди писма и той пристига в навечерието на Коледа, за да поздрави сина си, като по невнимание разкрива пред приятелите му първоначалните му егоистични подбуди. Точно когато напускат града, бащата на Джаспър забелязва разкаянието на сина си и след разговор, който разкрива всичко, той позволява на Йеспер, с когото най-накрая се гордее, да остане в Смееренсбург. Виждайки старейшините и бандата им да унищожават коледните играчки, Джаспър се опитва да ги спре, но очевидно не успява и всички играчки в чантата на Клаус падат от една скала. Въпреки това в хода на преследването дъщерята на г-н Елингбо и Синът на г-жа Крум се влюбват. Точно когато Джаспър губи надежда, Алва разкрива, че е знаела за заговорите на старейшините от децата в училище и затова тя и Клаус са разменили играчките с фалшиви такива.
На Джаспър му е простено, а Смийренсбург става щастлив град, като семейните старейшини са принудени да прекратят враждата заради женитбата на децата си. Джаспър се жени за Алва и отглежда две деца, а той и Клаус продължават да доставят подаръци в Смийренсбург и извън него цели единадесет години, като по невнимание започват легендата за „Дядо Коледа“. След това, на дванадесетата година, Клаус следва пориви на вятъра (които го водят към Джаспър, когато се запознават) по един слънчев хълм и изчезва, нагледно присъединявайки се към починалата си жена. Джаспър завършва разказа си, като споделя как всекя следваща Бъдни Вечер той седи до камината и чака да види Клаус, докато духът му продължава да доставя играчки на деца по целия свят.

## Предистория
Паблос споделя, че Смийренсбург умишлено е грешно изговаряне на Смеренбург, бивша холандска и датска китоловна станция в арктическия архипелаг Свалбард.

## Продукция
След като създава собствено анимационно студио в Мадрид, Испания, режисьорът Серхио Паблос, който е работил по класики на Дисни като Аладин, Гърбушкото от Нотр Дам, Херкулес и Тарзан, решава да разработи нов традиционно анимиран филм. Паблос иска да проучи как би се развил методът, ако Западните анимационни филмови студия не бяха преминали към предимно компютърни анимиране на филми след 90-те години. За вида на филма студиото се стреми да преодолее някои технически ограничения, които традиционната анимация среща, като се съсредоточава върху органичното и обемно осветление и текстуриране, за да придаде на филма уникален вид, като същевременно запазва усещането за ръчна изработка. Използвани са инструменти собстеност на Филмите на червената риба (Les films du Poisson Rouge), френска компания в Ангулем, за да позволят на екипа да създава различни стилове за визуално развитие, с цел да се избяга от стандартизирания стил на „герои, изглеждащи като стикери, поставени върху нарисувани фонове." Друг аниматор на Дисни, Джеймс Бакстър, известен с „Красавицата и звяра“, също работи върху филма. 
Първият поглед върху проекта излиза през април 2015 г.; по това време студиото търси инвестиции, копродукция и дистрибуторски партньори. Предложен е на различни студия, но повечето отхвърлиха филма определяйки го като „твърде рискован“. През ноември 2017 г. Netflix обявява, че са придобили основните права на Клаус; в същото време е обявен кастингът на Шварцман, Джоунс, Симънс и Кюсак, заедно с датата излизане – Коледа 2019. През март 2019 г. се съобщава, че Netflix планира квалификация за Оскар за Клаус в кината и той е посочен като един от десетте филма, с които Netflix преговаря с вериги, за да предостави ограничено излъчване преди онлайн дебюта му през август. Датата на излизане на филма е обявена, заедно с дебюта на официалния трейлър на 7 октомври.
Филмът е посветен на аниматорката и сценична редакторка Мери Лешер, която почива на 2 юни 2019 г. от рак. Работила е както над Клаус, така и над други анимационни филми като „Красавицата и звяра“ и „Цар лъв“.

## Излизане
Кино дебюта на Клаус е на 8 ноември 2019 г. в избрани кина, като е пуснат цифрово през Netflix на 15 ноември. Това е първият оригинален анимационен филм, който се появява в Netflix. На 20 декември 2019 г. Netflix обявява, че филмът е бил гледан от близо 30 милиона зрители в неговата платформа в рамките на първия му месец след излизането.

## Отзиви

### Критичен отзив
На уебсайта за рецензии Rotten Tomatoes филмът има положителен рейтинг от 94% въз основа на 62 отзива, със средна оценка 7,59/10. Критичният консенсус гласи: „Красивата ръчно-нарисувана анимация и хумористичния, сърцераздирателен разказ правят Клаус моментален кандидат за ваканционна класика.“ На Метакритик филмът има средна оценка 65 от 100, базирана на 13 критици, което като цяло показва „положителни отзиви“.
Джон ДеФор от Холивудски репортер дава положителна рецензия на филма, като пише: „Клаус на Серхио Паблос измисля своята собствена неочаквана и много приятна история за произхода за дебелия старец, който раздава играчки всяка Коледна вечер. Отърсвайки се от повечето клишета на Юлтайд подкрепящи история от нулата, за това как дори съмнително мотивираната щедрост може да доведе до радост, тя съдържа ехо на други сезонни любимци (особено, по един объркан начин, Гринч на Д-р Сеус), стоеки напълно самостоятелно." Питър Дебруге от Върайъти дава на филма смесено ревю, като го нарича прекалено сложен и казва: „Добронамереността, която филмът вдъхновява, се дължи по-скоро на великолепния визуален свят, отколкото на самата историята“.
Филмът побеждава Играта на играчките: Пътешествието в наградата за най-добър анимационен филм на 2019 г. на Анимейшън Мегазин.

## Саундтрак
Във филма са включени „Невидим“ на Зара Ларсон и "Така харесваш ли ме?" на Дъ Хеви. Песента „Големи надежди“ от Паника! в дискотеката е включена в трейлъра.